# مظال (عزبة)
عزبة مضال قرية تابعة لمركز السادات في محافظة المنوفية في جمهورية مصر العربية.